# 绣线菊亚科

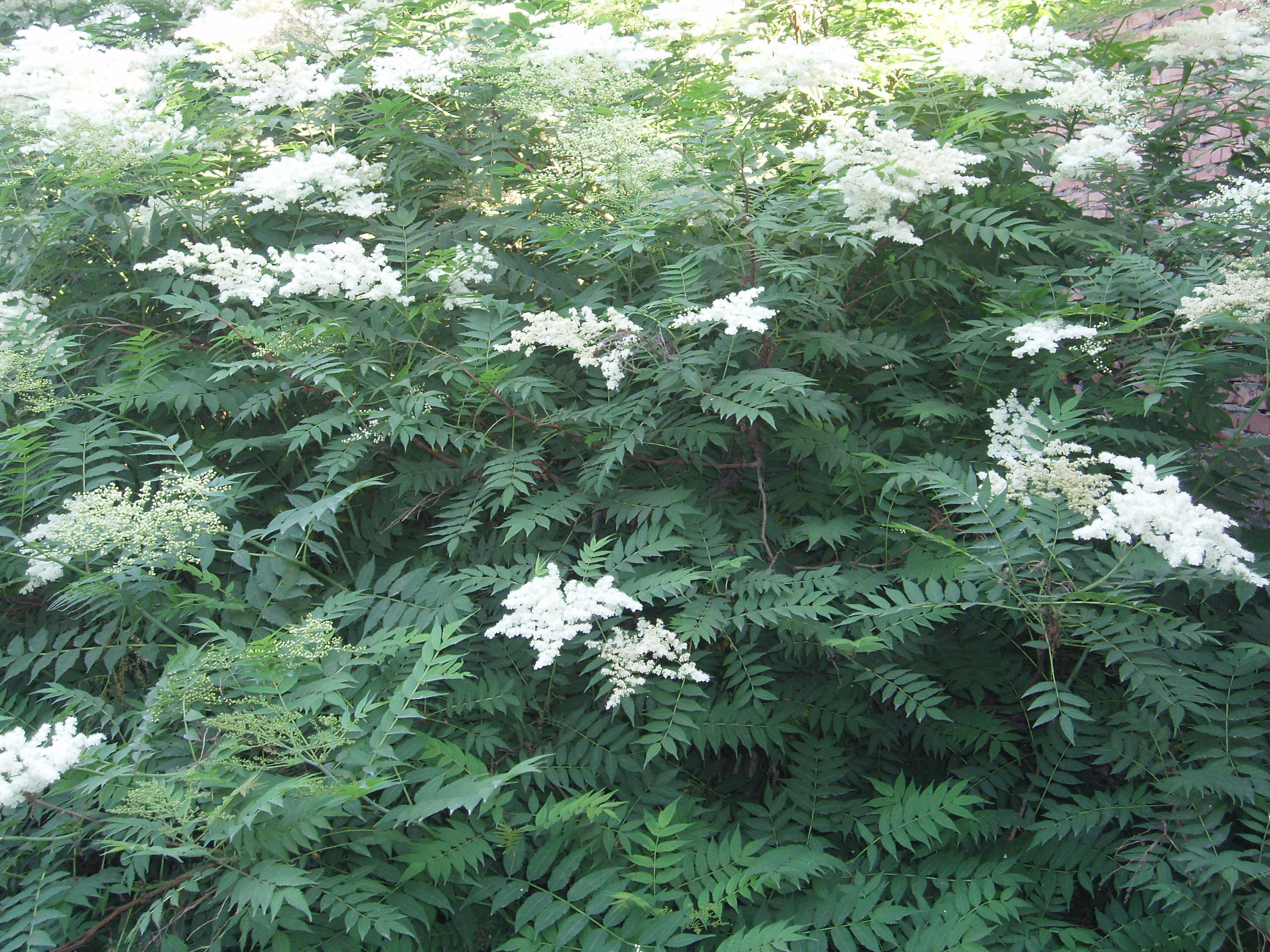
珍珠梅（Sorbaria sorbifolia）

绣线菊亚科（Spiraeoideae）是薔薇科中一個已經停止使用的分類元。過去的分類學曾將蔷薇科分為四個亞科，分別為绣线菊亚科、蔷薇亚科、苹果亚科、桃亞科。2007年，系統分類學研究認為該分類元為並系群，因此將其與苹果亚科皆併入桃亚科（Amygdaloideae）之中，此後绣线菊亚科成為桃亞科的異名。
曾被歸類於該亞科的物種大多為灌木。多為單葉，但假升麻属及珍珠梅属具有羽狀複葉。常无托叶，心皮通常2-5枚（偶12至1），分离或基部联合，蓇葖果，少蒴果。
曾被歸類於該亞科的屬如下：
- 假升麻属 Aruncus
- Eriogynia
- 合絲花屬 Euphronia
- 白鹃梅属 Exochorda
- 美吐根屬 Gillenia
- 繡珠梅屬 Holodiscus
- 桐梅屬 Kageneckia
- 楂梅屬 Lindleya
- 绣线梅属 Neillia
- 风箱果属 Physocarpus
- 皂皮樹屬 Quillaja
- 鲜卑花属 Sibiraea
- 绣线菊属 Spiraea
- 蕨繡菊屬 Spiraeanthus
- 珍珠梅属 Sorbaria
- 檀梅屬 Vauquelinia